# أندي كيرشاو
أندي كيرشاو (بالإنجليزية: Andy Kershaw)‏ هو دي جيه بريطاني، ولد في 9 نوفمبر 1959 في روتشديل في المملكة المتحدة.

## وصلات خارجية
- الموقع الرسمي
- أندي كيرشاو على موقع IMDb (الإنجليزية)
- أندي كيرشاو على موقع ميوزك برينز (الإنجليزية)
- أندي كيرشاو على موقع ديسكوغز (الإنجليزية)